# محمد الطيب بيرم
محمد الطيب بيرم، ولد سنة 1881 في تونس وتوفي سنة 1943 في تونس، هو عالم إسلامي تونسي.
ولد في عائلة من أعيان تونس الأصلية التركية، المؤلفة من كبار رجال الدين، وهو ابن القاضي والمفتي الحنفي محمود بيرم.
بعد دراسته في الزيتونة، أصبح أستاذًا حنفيًا (مدرس) عام 1914 وأحد شيوخ إفتاء الحنفية بالبلاد. في عام 1939، تم منحه لقب شيخ الإسلام للبلاد، خلفا لمحمد بن يوسف.